# Math (autrice)
Pour les articles homonymes, voir Math.
Math, connue sous le pseudonyme cht.am, est une autrice de bande dessinée et illustratrice française. Elle est surtout connue pour son compte Instagram où elle poste des dessins et mini-BDs sur la santé mentale, d'après des anecdotes personnelles ou encore en lien avec l'actualité.

## Biographie
Math a exercé pendant plusieurs années chez Radio Nova en tant que chroniqueuse ainsi que responsable des médias et réseaux sociaux,,.
En février 2022, elle crée un compte Instagram sous l'alias @cht.am. Elle y exprime ses émotions, ses joies, ses colères,, au moyen de dessins simples, réalisés avec des couleurs primaires et représentant généralement des personnages en noir composés de smileys en miroir,. Le succès arrive rapidement avec un lectorat croissant, impliquant au fil des années la mise en ligne d'une multitude d'histoires et anecdotes personnelles abordant des thèmes tels que la dépression, les biais cognitifs, l'hyperphagie, les phobies d’impulsion, ou portant des messages féministes,,,.
Plus tard, la Française entreprend de poster aussi du contenu en lien avec des luttes sociales ainsi qu'en réaction à des affaires en cours, telles l'affaire Gérard Depardieu ou les accusations d'agressions sexuelles et de viols visant Sébastien Cauet, où elle voit sa BD être mise en avant par Le HuffPost,. Mouv' estime que cht.am crée des « métaphores percutantes ». L'autrice déclare plus tard dans une interview au  Nouvel Obs qu'« il y a eu une escalade dans ce qu'[elle s'est] permis de dire » car elle s'est « rendu compte que, toujours, des gens s’y retrouvaient ».
Début 2024, son compte Instagram affiche plus de 130 000 abonnés.
À l'occasion des élections législatives anticipées de juin et juillet 2024, elle est avec Perrine Bon à l'origine d'un appel enjoignant au vote et au blocage de l'extrême droite,, débouchant sur une mobilisation commune consistant à produire dans les objectifs précités des contenus politiques pour les réseaux sociaux via des stories ou des publications,, et à la signature aux côtés d'une soixantaine d'influenceurs web d'une tribune publiée dans Le Nouvel Obs.
En septembre 2024 est publié Dans mon cerveau comme à la maison, son premier ouvrage,. Le thème abordé est la santé mentale, en y partageant ses émotions, des moments intimes, ainsi que ses tourments psychiques et sa guérison personnelle,. Libération parle d'« une BD sensible, crue et poétique ». L'autrice continue de poster régulièrement sur Instagram, souvent en lien avec des événements en cours, à l'exemple d'un dessin à la suite des bombardements israéliens au Liban à partir du 23 septembre 2024 repris par L'Orient-Le Jour, et notamment sur la situation des réfugiés.

## Engagement
Math s'engage pour l'association d'aide aux personnes exilées et en détresse Utopia 56, lançant notamment une collecte en janvier 2024 avec à la clé près de 58 000 € récoltés.

## Œuvre
- Dans mon cerveau comme à la maison, Hoëbeke, 2024  (ISBN 9782073075505)